# R Cassiopeiae
Az R Cassiopeiae (R Cas) egy csillag a Kassziopeia csillagképben.
Az R Cassiopeiae egy M típusú vörös óriás, az átlagos látszó magnitúdója 9,97. Mira típusú változócsillag, a fényváltozás mértéke 4,7-13,5m közötti, periódusa 430,5 nap. Körülbelül 348 fényévre található a Földtől.